# Tit Sekstije Afrikanac
Tit Sekstije Afrikanac (Titus Sextius Africanus, prije 16 - poslije 61 pr. Kr.) bio je rimski plemić iz doba Julijevsko-Klaudijevske dinastije. Prvi put se spominje kao zaručnik Junije Silane, a čije je vjenčanje spriječila carica Agripina mlađa. Poslije Agripinine smrti ga je 62. Neron poslao u Galiju provesti popis stanovništva.
Vjeruje se da mu je konzul Tit Sekstije Afrikanac iz 112. bio sinom ili unukom.